# صباح عبيد
صباح عبيد (4 أبريل 1950  - 23 فبراير 2013 )، مخرج وممثل تلفزيوني سوري راحل.

## حياته
بدأ مشواره الفني عام 1960 في الجمعية العربية المتحدة للآداب والفنون، دخل عالم المسرح تحت إشراف "عبد الفتاح رواس قلعجي". خلال حرب أكتوبر التحق بخدمة العلم لمدة أربع سنوات في البحرية السورية وأصيب عدة مرات في قصف محطة تصفية بانياس للنفط. بعد إتمامه لخدمه العلم سافر إلى دمشق.
شغل خلال مسيرته العديد من المواقع في نقابة الفنانين منها مدير مقر النقابة وعضو في المجلس المركزي رئيساً لمكتب الثقافة والإعلام، ثم نقيب الفنانينـ  وقد صُنف كفنان أول عام 1984 وكان عضواً في مجلس الشعب في الدور التشريعي التاسع.
شارك على مدار مسيرته الفنية في العديد من الأعمال التليفزيونية، منها: (الدبور، على موج البحر، انتقام الوردة، باب المقام)، ومن أعماله في المسرح مسرحيات "الناصر صلاح الدين"، و"المروءة المقنعة"، و"أوبرا علاء الدين والسيف المسحور"، وفي التلفزيون "تغريبة بني هلال"، و"وادي المسك"، و"أبو كامل"، و"الجوارح"، و"البواسل"، و"الكواسر"، و"البركان"، و"حي المزار"، و"الخوالي"، و"صراع الأشاوس"، و"ذكريات الزمن القادم"، وسواها. توفي في 23 فبراير عام 2013 بعد غيبوبة دامت قرابة شهر إثر جلطة دماغية.

## أعماله

### مسلسلات
- 2013: سوبر فاميلي
- 2012: الشبيهة

- 2011: الدبور ج2
- 2010: بقعة ضوء ج7
- 2010: شاميات
- 2010: فزلكة عربية (كل شيء ماشي)
- 2009: على موج البحر
- 2009: كهف الأساطير
- 2008: باب المقام
- 2008: موعد مع المطر
- 2007: أقاصيص
- 2006: الوزير وسعادة حرمه
- 2006: انتقام الوردة
- 2006: كحل العيون
- 2005: رجاها
- 2005: عربيات
- 2004: صراع الأشاوس
- 2003: بقعة ضوء ج3
- 2003: ذكريات الزمن القادم (ضيف شرف)
- 2002: ردم الأساطير
- 2002: قطار المسافات القصيرة
- 2002: يوميات فهمان
- 2000: أساطير شعبية
- 2000: البواسل
- 2000: الخوالي
- 1999: الفوارس
- 1999: جلد الأفعى
- 1999: حي المزار
- 1999: مقادير
- 1998: الحقد الأبيض
- 1998: الكواسر
- 1997: العوسج
- 1997: باب الحديد
- 1997: بنت الضرة
- 1996: عدالة الصحراء
- 1996: قانون الغاب
- 1995: الجوارح
- 1995: سماح
- 1994: دموع الأصايل
- 1993: أبو كامل ج2
- 1993: الحضارة العربية الإسلامية
- 1993: بنت الطناب (ضيف شرف)
- 1992: مغامرات زكية هانم
- 1990: آن الأوان
- 1990: حكايا من التاريخ
- 1989: البركان
- 1988: أخو سعدي
- 1988: الحيار
- 1987:الفكاهة في التراث العربي
- 1982: وادي المسك
- 1980: حرب السنوات الأربع
- 1979 :الحكاية الرابعة من سيرة بني هلال: الزناتي خليفة
- العائد
- أيوب الغضب (ضيف شرف)

### مسرحيات
- 2001: أبو الطيب المتنبي
- 1978: الطحالب والممر
- الناصر صلاح الدين

### أفلام
- 1993: آه يا بحر
- 1992: المكوك
- 1984: ليلى والذئاب
- 1982: إمبراطورية غوار

## روابط خارجية
- صباح عبيد على موقع قاعدة بيانات الأفلام العربية